# 4017 Disneya
4017 Disneya (1980 DL5) là một tiểu hành tinh vành đai chính được phát hiện ngày 21 tháng 2 năm 1980 bởi Karachkina, L. G. ở Nauchnyj. Nó được đặt theo tên Walt Disney.